# Kathryn Lasky
 (novembre 2008).
Si vous disposez d'ouvrages ou d'articles de référence ou si vous connaissez des sites web de qualité traitant du thème abordé ici, merci de compléter l'article en donnant les références utiles à sa vérifiabilité et en les liant à la section « Notes et références ».
Pour les articles homonymes, voir Lasky.
Kathryn Lasky, née le 24 juin 1944 à Indianapolis dans l'Indiana, est une autrice américaine de livres pour enfants.

## Biographie
Kathryn Lasky est née dans une famille juive d'origine russe, elle a d'abord été enseignante, puis éditrice avant de se lancer dans l'écriture en 1975 avec son premier livre, Agatha's Alphabet, un roman pour enfants. Elle a aussi écrit des romans d'amour sous le pseudonyme de E.L.Swan ou Kathryn Lasky Knight. À ce jour, elle a écrit 134 livres. Elle a obtenu une licence d'anglais à l'université du Michigan et un master en éducation de la petite enfance à l'université de Wheelock.
Elle a reçu de nombreux prix pour ses œuvres, notamment le National Jewish Book Award (en), le ALA Best Book for Young Adults, le Horn Book Award délivré par le Boston Globe et le Children's Book Guild Award du Washington Post. Son œuvre la plus célèbre est la série de livres d'aventure fantasy Les Gardiens de Ga'Hoole, vendue à plus de 8 millions d'exemplaires et traduits en 19 langues.

## Vie privée
Depuis 1971, elle est mariée à Christopher Knight, photographe et documentariste à National Geographic avec qui elle vit à Cambridge, dans le Massachusetts. Le couple a eu un fils, Max, qui travaille aujourd'hui à New York, puis une fille, Meribah, qui travaille aujourd'hui en tant que journaliste à Nashville, dans le Tennessee.

## Œuvres

### Les Gardiens de Ga'hoole
1. L'Enlèvement (2003)
2. Le Voyage (2003)
3. L'Assaut (2004)
4. Le Siège (2004)
5. Le Guet-Apens (2004)
6. L'Incendie (2004)
7. L'Éclosion (2005)
8. L'Exil (2005)
9. Le Devin (2006)
10. Le Prince (2006)
11. Le Reconquête (2006)
12. L'Arbre D'Or (2007)
13. Le Sixième Royaume (2007)
14. Les Bannis (2008)
15. La Guerre (2008)[6]

The Rise of a Legend (2013) est un préquelle à la série à propos d'Ezylryb, le mentor de Soren.
A Guide Book to the Great Tree (2007) et Lost Tales of Ga’Hoole (2010) sont des guides pour approfondir les connaissances des lecteurs sur le monde de Hoole. Ces deux livres ont pour narratrice Otulissa, une chouette tachetée qui est un personnage secondaire dans la série.
A Guide Book to the Great Tree, Lost Tales of Ga’Hoole et The Rise of a Legend n'ont jamais été traduits et sont donc uniquement disponibles en anglais.

### Le Royaume des loups
1. Faolan le solitaire (2011)[10]
2. Dans l'ombre de la meute (2011)[11]
3. Le Gardien des volcans sacrés (2012)[12]
4. Un hiver sans fin (2012)[13]
5. Face au danger (2013)
6. Une nouvelle étoile (2013)[14]

### Horses of the Dawn
1. The Escape (2014)
2. Star Rise (2015)
3. Wild Blood (2016)

### Bears of the Ice
1. The Quest of the Cubs (2018)
2. The Den of Forever Frost (2018)
3. The Keepers of the Keys (2019)

### Secret of Glendunny
1. The Haunting (2022)
2. The Searchers (2023)

### The Royal Diaries
1. Elizabeth I: Red Rose of the House of Tudor (England 1544) (1999)
2. Marie Antoinette: Princess of Versailles (Austria-France 1769) (2000)
3. Mary, Queen of Scots: Queen Without a Country (France 1553) (2002)
4. Jahanara: Princess of Princesses (India, 1627) (2002)
5. Kazunomiya: Prisoner of Heaven (Japan 1858) (2004)

### Dear America
1. A Journey to the New World: The Diary of Remember Patience Whipple, Mayflower, 1620 (1996)
2. Dreams in the Golden Country: The Diary of Zipporah Feldman a Jewish Immigrant Girl, New York City, 1903 (1998)
3. Christmas After All: The Great Depression Diary of Minnie Swift, Indianapolis, Indiana, 1932 (2001)
4. A Time for Courage: The Suffragette Diary of Kathleen Bowen, Washington, D.C., 1917 (2002)
5. Blazing West: The Journal of Augustus Pelletier, Lewis and Clark Expedition, 1804 (2000)

### My America
1. Hope In My Heart: Sofia's Immigrant Diary (also known as Hope In My Heart, Sofia's Ellis Island Diary) (2003)
2. Home at Last: Sofia's Immigrant Diary (2003)
3. An American Spring: Sofia's Immigrant Diary (2004)

### Daughters of the Sea
1. Hannah (2009)
2. May (2011)
3. Lucy (2012)
4. The Crossing (2015)

### Starbuck Family Adventures
1. Double Trouble Squared (1991)
2. Shadows in the Water (1992)
3. A Voice in the Wind (1993)

### The Deadlies
1. Felix Takes the Stage (2010)
2. Spiders on the Case (2011)

### Camp Princess
1. Born To Rule (2006)
2. Unicorns? Get Real! (2007)

- Danse à travers les flammes (2007)[15]
- Night Witches (2017)
- Light on Bone[16]
- Ashes[17]